# Éditions Joker
Pour les articles homonymes, voir Joker.
 (décembre 2016).
Les Éditions Joker, aussi connue sous le nom P & T Production, est une maison d'édition belge de bandes dessinées[Depuis quand ?]. En 2017, elle cesse ses activités et transfère son catalogue aux éditions Kennes.

## Ligne éditoriale
L'éditeur a notamment réédité des séries abandonnées par les Éditions du Lombard, telles que Olivier Rameau, Michaël Logan, Gord ou Arlequin, et a produit des séries à caractère érotique.

## Publications principales

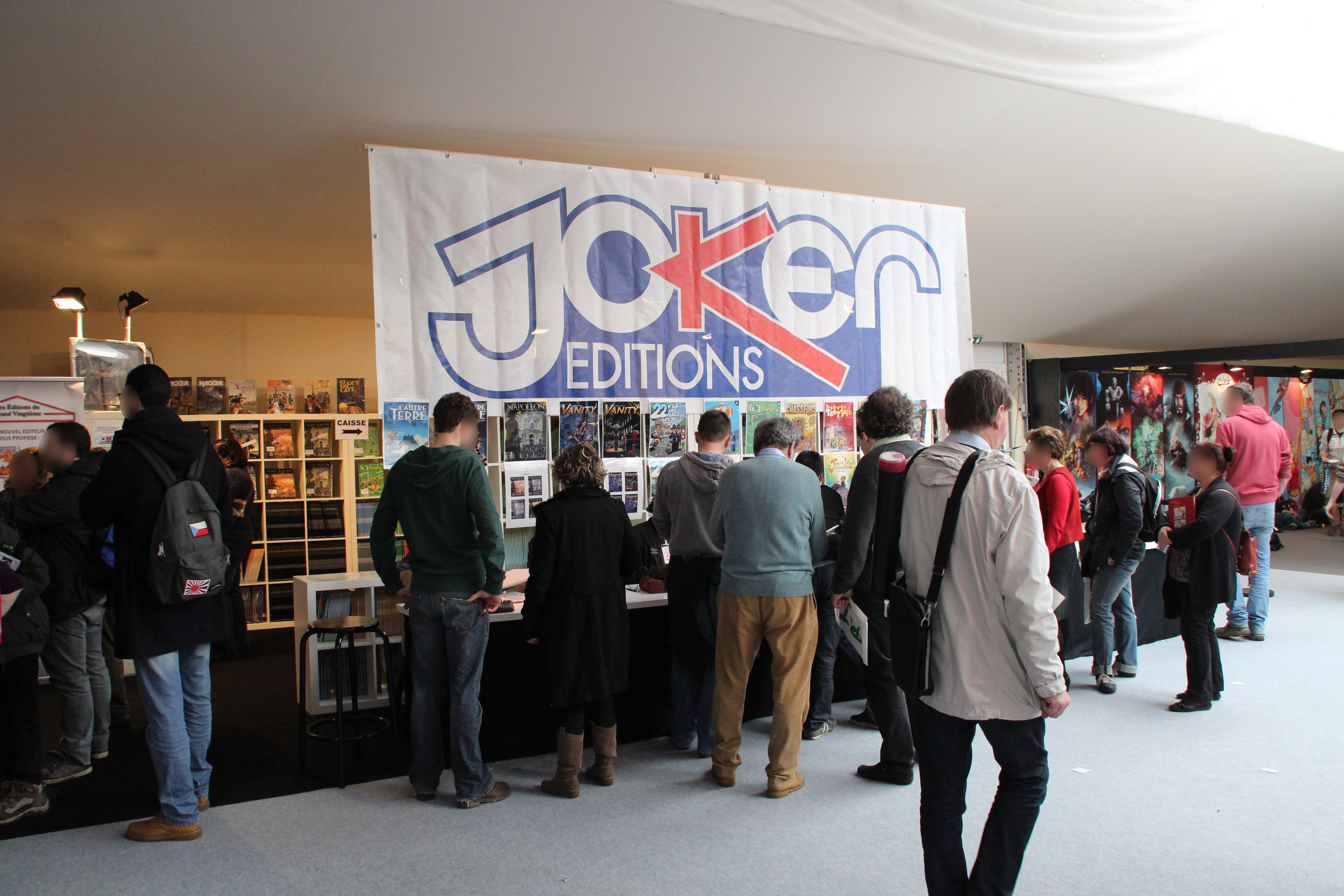
Stand des Éditions Joker au Festival d'Angoulême 2013.

- Arlequin
- Blagues coquines
- Boogy & Rana
- Ça vous intéresse ?
- Les diables Rouges
- Les Foot furieux
- Les Foot furieux Kids
- Gord
- Hacker
- Jo Nuage et Kay Mac Cloud
- Olivier Rameau
- Les Petites Femmes
- Les Rouches sous pression
- Top 15